# Graafschap Culemborg
De heerlijkheid Culemborg of Kuilenburg, in 1555 verheven tot graafschap, in de huidige provincie Gelderland was een zelfstandige heerlijkheid, die tot 1720 in principe geen deel uitmaakte van de Verenigde Provinciën maar er in de praktijk wel grotendeels van afhankelijk was. Het bestond uit de stad Culemborg en de dorpen Everdingen, Goilberdingen en Zijderveld.

## Geschiedenis
In 1318 ontving Culemborg van de heer, Jan van Beusichem, stadsrechten.
Sinds 1344 bezaten de heren van Culemborg ook de heerlijkheid Werth ("Weert") bij Borken. Het wapen van deze heerlijkheid (zwarte leeuw in zilver) werd opgenomen in het wapen van de heerlijkheid Culemborg (drie rode zuilen in goud). 
Kort vóór het overlijden van de laatste vrouwe van Culemborg, Elisabeth van Culemborg (overleden: 9 december 1555 en weduwe van Antoon I van Lalaing), verhief keizer Karel V de heerlijkheid tot graafschap. Floris van Pallant, een kleinzoon van haar oudste zuster, erfde het graafschap. Floris was ook heerser in het rijksgraafschap Wittem en speelde een belangrijke rol in de Nederlandse opstand tegen het koninklijk gezag.
In 1639 kwam het graafschap aan graaf Philip Theodoor van Waldeck-Eisenberg via zijn moeder Anna van Baden-Durlach. De laatste graaf van Waldeck-Eisenberg, George Frederik (overleden 1692) liet het graafschap na aan zijn dochter Henriette, die gehuwd was met hertog Ernst Frederik van Saksen-Hildburghausen. In 1709 werd de heerlijkheid Werth verkocht aan het prinsbisdom Münster.
Hertog Ernst Frederik verkocht het graafschap in 1720 aan de Staten van het Kwartier van Nijmegen, die het op hun beurt in 1748 aan stadhouder Willem IV schonken. De Oranjes voeren nog steeds de titel graaf of gravin van Culemborg.

### Protestantse Reformatie
In de zestiende eeuw waren de dopers in Culemborg actief, waartegen de Landdag zich in 1539 fel verzette. In 1534/1535 trad een inwoner van Culemborg, Wolter Tesschenmacher op bij de val van het Wederdopersrijk in Munster. In 1566 manifesteerden sympathisanten van de beeldenstormers zich met actieve medewerking van de graaf van Culemborg Floris van Pallandt. In datzelfde jaar droeg Floris de kapel van het Sint-Pietersgasthuis over aan de calvinisten, dat hiermee het eerste protestantse kerkgebouw in Nederland werd.
In de jaren 1570 was met name het Johan Willemsvolk vanuit Wesel actief in Culemborg. Het Volk van Johan Willemsz. was de grootste splintergroepering van de Batenburgse sekte die in haar optreden politieke kritiek combineerde met criminaliteit. Men leefde van roof en moord op het platteland in het grensgebied van Holland en Duitsland.
Het vrije gedoogbeleid tijdens de reformatie had in tegenstelling tot Holland, in Gelre nauwelijks gewerkt. De vrije heerlijkheid Culemborg was hierop een uitzondering.
Met de komst van de Duitse familie Van Waldeck-Eisenberg als graven van Culemborg deed het lutheranisme zijn intrede in Culemborg. In 1640 kwam een predikant over uit Duitsland om in de hofkapel van het kasteel de diensten te leiden voor de grafelijke familie en het personeel.

## Heren en graven van Culemborg
| regering  | naam                                            | geboren   | overleden  | familie                                  |
| --------- | ----------------------------------------------- | --------- | ---------- | ---------------------------------------- |
| 1271-1309 | Hubert III van Bosinchem/Hubert I van Culemborg |           | 1309       | Afkomstig uit het geslacht Van Bosinchem |
| 1296-1322 | Jan I van Bosinchem                             |           | 1322       | zoon                                     |
| 1322-1347 | Hubert IV van Bosinchem/Hubert II van Culemborg |           | 1347       | zoon                                     |
| 1347-1377 | Jan II                                          |           | 1377       | zoon                                     |
| 1377-1394 | Gerard I                                        |           | 28-5-1394  | broer                                    |
| 1394-1422 | Hubert III                                      |           | na 1439    | zoon                                     |
| 1422-1452 | Jan III                                         |           | 1-4-1452   | broer                                    |
| 1452-1480 | Gerard II                                       |           | 9-3-1480   | zoon                                     |
| 1480-1506 | Jasper                                          | ca. 1456  | 21-11-1506 | zoon                                     |
| 1506-1555 | Elizabeth                                       | 1475      | 9-12-1555  | dochter                                  |
| 1555-1598 | Floris I van Pallandt                           | 1537      | 29-9-1598  | neef                                     |
| 1598-1639 | Floris II van Pallandt                          | 28-5-1578 | 4-6-1639   | zoon                                     |
| 1639-1645 | Philip Theodoor van Waldeck-Eisenberg           | 2-11-1614 | 7-12-1645  | achterkleinzoon van Floris I             |
| 1645-1664 | Hendrik Walraad van Waldeck-Eisenberg           | 28-3-1642 | 15-7-1664  | zoon                                     |
| 1664-1692 | Georg Frederik van Waldeck-Eisenberg            | 31-1-1620 | 19-11-1692 | oom (broer van vader)                    |
| 1692-1714 | Louise Anna van Waldeck-Eisenberg               | 18-4-1653 | 30-6-1714  | dochter                                  |
| 1714-1720 | Ernst Frederik I van Saksen-Hildburghausen      | 21-8-1681 | 9-3-1724   | zoon van zuster                          |
| 1720-1748 | Staten van het Kwartier van Nijmegen            |           |            | Verkoop                                  |
| 1748-1766 | Willem IV                                       | 1-9-1711  | 22-10-1751 | Schenking                                |
| 1766-1795 | Willem V                                        | 8-3-1748  | 9-4-1806   | zoon                                     |

Met de komst van de Bataafse Republiek hielden de graafschappen op te bestaan. Wegens de schenking aan Willem IV voert het hoofd van het Huis Oranje-Nassau (het Nederlandse staatshoofd) echter tot op de dag van vandaag de titel graaf/gravin van Culemborg.